# Mecanismo Residual Internacional de los Tribunales Penales
El Mecanismo Residual Internacional de los Tribunales Penales, también conocido como IRMCT por sus siglas en inglés, o el Mecanismo, es un tribunal internacional establecido por el Consejo de Seguridad de las Naciones Unidas en 2010 para desempeñar las funciones restantes del Tribunal Penal Internacional para la antigua Yugoslavia (TPIY) y el Tribunal Penal Internacional para Ruanda (TPIR) tras la finalización de sus respectivos mandatos.

## Antecedentes
A principios de la década de 1990, el Consejo de Seguridad de las Naciones Unidas estableció dos tribunales penales cuyo propósito era investigar y procesar a personas responsables de crímenes de guerra, crímenes de lesa humanidad y genocidio. El primero de estos tribunales fue el Tribunal Penal Internacional para la antigua Yugoslavia (TPIY), que se estableció en 1993 para investigar los crímenes cometidos durante las guerras yugoslavas. El segundo tribunal fue el Tribunal Penal Internacional para Ruanda (TPIR), que se estableció el año siguiente para abordar los crímenes cometidos durante el genocidio de Ruanda. Tanto el TPIY como el TPIR estaban destinados a ser instituciones temporales que concluirían una vez completado su mandato de investigar crímenes y procesar a las personas responsables. Aunque ambos tribunales han completado sustancialmente todos sus mandatos, hay funciones residuales que no se cumplirán hasta dentro de muchos años, como la celebración de juicios una vez que se capture a los prófugos restantes del TPIR, personas condenadas que aún puedan solicitar la liberación anticipada, la modificación de las órdenes de protección para los testigos y salvaguardar los archivos que contienen documentos confidenciales. Para supervisar las funciones residuales del TPIY y el TPIR de manera eficiente, el Consejo de Seguridad aprobó la Resolución 1966 el 22 de diciembre de 2010, que creó el Mecanismo.

## Mandato
En la Resolución 1966, el Consejo de Seguridad decidió que el Mecanismo continuara con la jurisdicción, derechos, obligaciones y funciones esenciales del TPIY y el TPIR. El Consejo de Seguridad previó además que el Mecanismo sería una estructura pequeña, temporal y eficiente, cuyas funciones y tamaño disminuirán con el tiempo, con un número pequeño de personal acorde con sus funciones reducidas. El Mecanismo seguirá funcionando hasta que el Consejo de Seguridad decida lo contrario, aunque desde 2016 estará sujeto a una revisión cada dos años.
El Mecanismo consta de dos ramas. Una cubre funciones heredadas del TPIR y está ubicada en Arusha, Tanzania. Entró en funcionamiento el 1 de julio de 2012. La otra está ubicada en La Haya, Países Bajos y comenzó a operar el 1 de julio de 2013. Durante el período inicial de trabajo del Mecanismo, hubo una superposición temporal con el TPIR y el TPIY, ya que estas instituciones completaban trabajos pendientes en cualquier juicio o procedimiento de apelación que estuviera pendiente en las fechas de inicio de las respectivas ramas del Mecanismo.
Dentro del ámbito de actuación de la subdivisión de Arusha, están las operaciones de la oficina exterior ubicada en Kigali; de manera similar, bajo la subdivisión de La Haya estaban las operaciones de la oficina exterior ubicada en Sarajevo, que cesó todas sus funciones operacionales a finales de marzo de 2023.

## Gobernanza
El Mecanismo está conformado por tres órganos: las Salas, la Oficina del Fiscal y la Secretaría. Las Salas están integradas por un Presidente en régimen de dedicación exclusiva, una Sala de Apelaciones común a ambas subdivisiones, una Sala de Primera Instancia para cada subdivisión, un magistrado de turno en la subdivisión de Arusha y magistrados únicos nombrados en ambas subdivisiones. Las Salas se encargan de toda la labor judicial del Mecanismo, incluida la ejecución de las penas, los recursos administrativos, los juicios, las apelaciones, los trámites para la revisión de los fallos definitivos, las actuaciones por desacato y falso testimonio y la resolución de otras solicitudes relacionadas, por ejemplo, con el acceso a material confidencial y la protección de los testigos. La Oficina del Fiscal se encarga de la investigación y el ejercicio de la acción penal. La Secretaría, que está al servicio de las Salas y de la Oficina del Fiscal, se ocupa de la administración y de prestar servicios al Mecanismo.
Todos los directivos que encabezan estos tres órganos son nombrados por períodos renovables de cuatro años.

### Presidente
El Presidente es el juez de mayor rango de las Salas, la división judicial del Mecanismo. Es nombrado por el Secretario General tras consultas con el Presidente del Consejo de Seguridad y los magistrados del Mecanismo.
| Nombre                    | Estado         | Desde               | Hasta               | Ref.  |
| ------------------------- | -------------- | ------------------- | ------------------- | ----- |
| Theodor Meron             | Estados Unidos | 1 de marzo de 2012  | 18 de enero de 2019 | [ 5 ] |
| Carmel Agius              | Malta          | 19 de enero de 2019 | 30 de junio de 2022 | [ 6 ] |
| Graciela S. Gatti Santana | Uruguay        | 1 de julio de 2022  | En el cargo         | [ 7 ] |

### Fiscal
El Fiscal dirige la investigación y el procesamiento de los casos ante el Mecanismo y es designado por el Secretario General y designado por el Consejo de Seguridad.
| Nombre          | Estado  | Desde              | Hasta                 | Ref.  |
| --------------- | ------- | ------------------ | --------------------- | ----- |
| Hassan Jallow   | Gambia  | 1 de marzo de 2012 | 29 de febrero de 2016 | [ 5 ] |
| Serge Brammertz | Bélgica | 1 de marzo de 2016 | En el cargo           | [ 8 ] |

### Secretario
El Secretario, designado por el Secretario General, dirige la Secretaría, que brinda apoyo administrativo, jurídico, político y diplomático a las operaciones del Mecanismo.
| Nombre                   | Estado    | Desde               | Hasta                   | Ref.   |
| ------------------------ | --------- | ------------------- | ----------------------- | ------ |
| John Hocking             | Australia | 18 de enero de 2012 | 31 de diciembre de 2016 | [ 5 ]  |
| Olufemi Elias            | Nigeria   | 1 de enero de 2017  | 30 de junio de 2020     | [ 9 ]  |
| Abubacarr Marie Tambadou | Gambia    | 1 de julio de 2020  | En el cargo             | [ 10 ] |

## Jueces

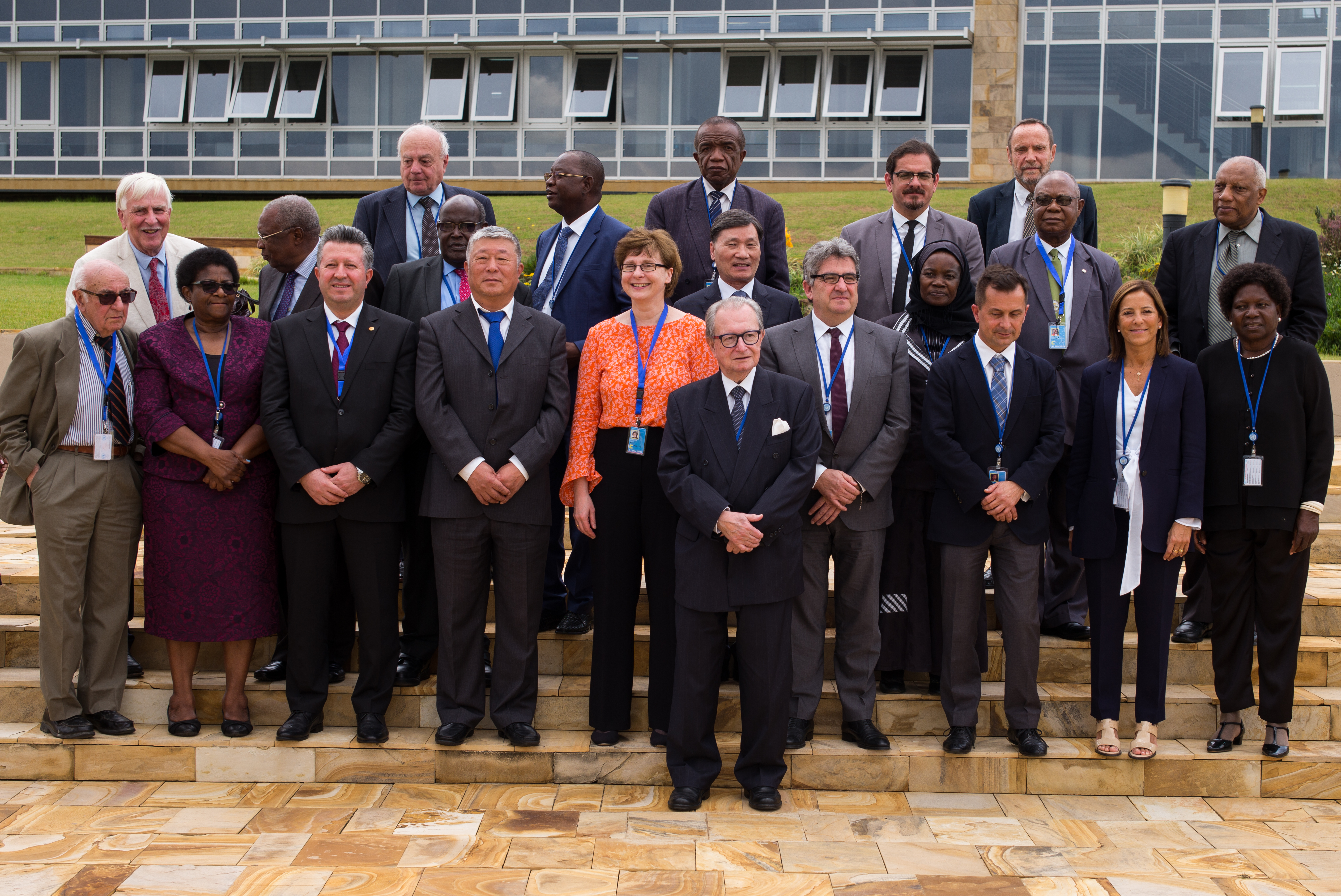
Jueces del IRMCT en 2019

Los jueces del Mecanismo son elegidos por la Asamblea General de una lista preparada por el Consejo de Seguridad tras las nominaciones de los Estados miembros de las Naciones Unidas. Los jueces sirven por un período de cuatro años y pueden ser reelegidos por el Secretario General previa consulta de los Presidentes del Consejo de Seguridad y de la Asamblea General. Los Jueces están presentes en el Mecanismo sólo cuando sea necesario y a solicitud del Presidente. En la medida de lo posible, los Jueces desempeñan sus funciones a distancia.
| Nombre                            | Estado         | Desde                   | Hasta                   | Refs.                |
| --------------------------------- | -------------- | ----------------------- | ----------------------- | -------------------- |
| Carmel Agius                      | Malta          | 1 de julio de 2012      | En el cargo             | [ 11 ]               |
| Aydin Sefa Akay                   | Turquía        | 1 de julio de 2012      | 30 de junio de 2018     | [ 11 ] [ 12 ]        |
| Yusuf Aksar                       | Turquía        | 21 de diciembre de 2018 | En el cargo             | [ 11 ] [ 13 ]        |
| René José Andriatianarivelo       | Madagascar     | 20 de febrero de 2024   | En el cargo             | [ 11 ] [ 14 ]        |
| Jean-Claude Antonetti             | Francia        | 1 de julio de 2012      | En el cargo             | [ 11 ]               |
| Florence Rita Arrey               | Camerún        | 1 de julio de 2012      | En el cargo             | [ 11 ]               |
| Mustapha El Baaj                  | Marruecos      | 15 de enero de 2019     | En el cargo             | [ 11 ] [ 15 ]        |
| Iain Bonomy                       | Reino Unido    | 6 de febrero de 2020    | En el cargo             | [ 11 ] [ 16 ]        |
| Solomy Balungi Bossa              | Uganda         | 1 de julio de 2012      | 11 de marzo de 2018     | [ 11 ] [ 17 ]        |
| Margaret M. deGuzman              | Estados Unidos | 22 de diciembre de 2021 | En el cargo             | [ 11 ] [ 18 ]        |
| José R. de Prada Solaesa          | España         | 1 de julio de 2012      | En el cargo             | [ 11 ]               |
| Ben Emmerson                      | Reino Unido    | 1 de julio de 2012      | 19 de julio de 2016     | [ 11 ] [ 16 ]        |
| Christoph Flügge                  | Alemania       | 1 de julio de 2012      | 7 de enero de 2019      | [ 11 ] [ 19 ]        |
| Graciela Gatti Santana            | Uruguay        | 1 de julio de 2012      | En el cargo             | [ 11 ]               |
| Burton Hall                       | Bahamas        | 1 de julio de 2012      | En el cargo             | [ 11 ]               |
| Claudia Hoefer                    | Alemania       | 21 de febrero de 2019   | En el cargo             | [ 11 ] [ 19 ]        |
| Elizabeth Ibanda-Nahamya          | Uganda         | 19 de marzo de 2018     | 5 de enero de 2023      | [ 17 ] [ 20 ]        |
| Vagn Joensen                      | Dinamarca      | 1 de julio de 2012      | En el cargo             | [ 11 ]               |
| Gberdao Gustave Kam               | Burkina Faso   | 1 de julio de 2012      | 17 de febrero de 2021   | [ 11 ] [ 21 ]        |
| Liu Daqun                         | China          | 1 de julio de 2012      | En el cargo             | [ 11 ]               |
| Joseph Masanche                   | Tanzania       | 1 de julio de 2012      | En el cargo             | [ 11 ]               |
| Theodor Meron                     | Estados Unidos | 1 de julio de 2012      | 17 de noviembre de 2021 | [ 11 ] [ 22 ]        |
| Bakone Justice Moloto             | Sudáfrica      | 1 de julio de 2012      | 30 de junio de 2018     | [ 11 ]               |
| Lydia N. Mugambe Ssali            | Uganda         | 30 de mayo de 2023      | En el cargo             | [ 23 ]               |
| Lee G. Muthoga                    | Kenia          | 1 de julio de 2012      | En el cargo             | [ 11 ]               |
| Aminatta Lois Runeni N'gum        | Gambia         | 1 de julio de 2012      | En el cargo             | [ 11 ]               |
| Prisca Matimba Nyambe             | Zambia         | 1 de julio de 2012      | En el cargo             | [ 11 ]               |
| Alphons M.M. Orie                 | Países Bajos   | 1 de julio de 2012      | En el cargo             | [ 11 ]               |
| Seymour Panton                    | Jamaica        | 28 de abril de 2016     | En el cargo             | [ 11 ] [ 24 ]        |
| Seon Ki Park                      | Corea del Sur  | 1 de julio de 2012      | En el cargo             | [ 11 ]               |
| Mparany Mamy Richard Rajohnson    | Madagascar     | 1 de julio de 2012      | 2 de octubre de 2018    | [ 11 ] [ 25 ]        |
| Mahandrisoa Edmond Randrianirina  | Madagascar     | 29 de enero de 2019     | 4 de octubre de 2023    | [ 11 ] [ 26 ] [ 14 ] |
| Patrick Lipton Robinson           | Jamaica        | 1 de julio de 2012      | 17 de noviembre de 2015 | [ 11 ] [ 27 ]        |
| Ivo Nelson de Caires Batista Rosa | Portugal       | 1 de julio de 2012      | En el cargo             | [ 11 ]               |
| Fatimata Sanou Touré              | Burkina Faso   | 12 de agosto de 2021    | En el cargo             | [ 11 ] [ 28 ]        |
| William H. Sekule                 | Tanzania       | 1 de julio de 2012      | En el cargo             | [ 11 ]               |